# The Dark Knight III: The Master Race
The Dark Knight III: The Master Race, также стилизованный под DK3 и DK III: The Master Race — ограниченная серия комиксов издательства DC Comics из девяти эпизодов, написанная совместно с Фрэнком Миллером и Брайаном Азарелло, проиллюстрированная Миллером, Энди Кубертом и Клаусом Янсоном.
Серия является продолжением мини-сериала Миллера 1986 года «The Dark Knight Returns» и мини-сериала 2001 года «The Dark Knight Strikes Again», продолжая рассказ о пожилом Брюсе Уэйне, решившем снова надеть маску Бэтмена, которому помогает его напарница Кэрри Келли (Робин) и множестве персонажей DC Universe, включая Супермена и Чудо-Женщину. В DK III Рэй Палмер восстанавливает жителей города Кандора до полноразмерных, но они немедленно начинают терроризировать Землю. Бэтмен намеревается собрать своих бывших союзников против захватчиков.
Серия сопровождается серией единичных комиксов, которые заполняют пробелы в истории. Они написаны и нарисованы Фрэнком Миллером, который продолжает экспериментировать в стиле нуар.

## История публикаций
24 апреля 2015 года DC Comics объявила, что Фрэнк Миллер написал продолжение «The Dark Knight Strikes Again» совместно с Брайаном Азарелло под названием «The Dark Knight III: The Master Race» и то, что это будет ограниченная серия из восьми выпусков, это будет последней частью в трилогии, которая началась с The Dark Knight Returns. Однако девятый выпуск был опубликован 7 июня 2017 года.

## Продажи
Первый выпуск мини-серии стал бестселлером в ноябре и продался тиражом в 440 234 экземпляра.

## Продолжение
Первоначально DK III рекламировался как вывод серии Dark Knight, который начинался с The Dark Knight Returns, но в ноябре 2015 года Фрэнк Миллер объявил, что планирует выпустить четвертый мини-сериал, чтобы завершить историю. «Я полностью одобряю то, что он делает [Брайан Аззарелло]», — сказал он. «Но теперь, когда он делает [DK III], теперь это серия из четырех частей, я делаю четвертую».